# Carlos Goyén
Carlos Mario Goyén Prieto  carmelo, 14 de agosto de 1955) es un exfutbolista uruguayo que jugaba de arquero.
Es uno de los mayores ídolos de la historia de Independiente, donde jugó 210 partidos entre 1981 y 1985, considerado un arquero seguro y confiado, gracias a la experiencia desarrollada en el básquet que practicaba en la infancia. Además de contar con buenos reflejos. Comenzó en el River Plate de Uruguay, donde llegó a la selección de su país, llamando la atención de los dirigentes "rojos". 
Ganó tres títulos: un campeonato argentino en 1983 y al año siguiente, la séptima Libertadores y la segunda Intercontinental del club, en partido contra el Liverpool donde tuvo una de sus actuaciones más destacadas. Finalizó su carrera profesional en Atlético Rafaela
Además fue arquero N°2 en la Copa América Sin Sede Fija año 1979 solo por delante del Arquero N°1 Rodolfo Rodríguez y del Arquero N°3 Freddy Clavijo y N°4 Fernando Harry Alvez para dicho torneo intercontinental e internacional de selecciones de la Conmebol.
En su mejor momento media 1.82 m y pesaba 79kg.

## Clubes
| Club                        | País      | Año         |
| --------------------------- | --------- | ----------- |
| River Plate (Montevideo)    | Uruguay   | 1976 - 1981 |
| Club Atlético Independiente | Argentina | 1981-1985   |
| Junior de Barranquilla      | Colombia  | 1986        |
| Argentinos Juniors          | Argentina | 1987-1991   |
| Atlético Rafaela            | Argentina | 1992-1995   |
| Talleres (RdE)              | Argentina | 1995 -1996  |

## Palmarés

### Campeonatos nacionales
| Torneo           | Club          | País      | Año    |
| ---------------- | ------------- | --------- | ------ |
| Primera División | Independiente | Argentina | M-1983 |

### Campeonatos internacionales
| Torneo                | Club          | Sede       | Año  |
| --------------------- | ------------- | ---------- | ---- |
| Copa Libertadores     | Independiente | Avellaneda | 1984 |
| Copa Intercontinental | Independiente | Tokio      | 1984 |